# Енора Латюльєр
Енора Латюльєр (фр. Enora Latuillière, 31 липня 1992) — французька біатлоністка, призерка чемпіонатів світу.